# Візау
Візау (нім. Wiesau) — громада в Німеччині, розташована в землі Баварія. Підпорядковується адміністративному округу Верхній Пфальц. Входить до складу району Тіршенройт. Центр об'єднання громад Візау.
Площа — 42,72 км2. Населення становить 3974 ос. (станом на 31 грудня 2020).